# たけむら光一
たけむら 光一（たけむら こういち、1973年8月20日 - ）は、日本の空手家、キックボクサー、プロレスラー、キックボクシングとプロレスのレフェリー。長崎県南島原市出身。

## 来歴
中学時代にレスリング九州大会で3位。ボクシングで2戦2勝。2000年にK-1主催「モンスターチャレンジ2000」で超K‐1賞獲得。2007年11月25日、R.I.S.E. 41に参戦し、高瀬大樹に判定勝ち。
2008年、ガッツワールドプロレスリングでデビュー。ヒール軍団「デビルワールド」を結成していた。2009年2月10日、「新春！DEEP＆CMAファン感謝祭」にガッツワールド所属として出場し、窪田幸生＆坂口征夫組と対戦した（パートナーは松井大二郎）。
2009年9月27日、DEEP OFFICIAL GYM IMPACT所属として静岡・アクトシティ浜松でヤン・カシューバと対戦。その後、DEEP OFFICIAL GYMインストラクターに就任。2010年2月21日、新日本キックボクシング・ディファ有明大会での國吉戦にて立ち技デビュー。その後も総合格闘技、グラップリング、キックボクシングの試合を並行して闘い、2010年12月には後楽園ホールで行われた掣圏大会で佐藤光留戦を行う。
その後、プロレスリングHEAT UPで空手家として再びプロレスのリングに上がり、中川達彦と王子キツネ空手軍を結成。対プロレス、対相撲など多くの異種格闘技戦を行った。2015年7月18日には両国国技館で行われた「巌流島 Staging tournament 公開検証2 "オープニングファイト"」に参戦。
2016年にシアタープロレス花鳥風月に入団。所属初試合は2月14日、東京タワースタジオでのムエタイマシン2号＆ムエタイキング中川達彦戦（パートナーはHAMATANI）。あえてアマレスタイツで試合しムエタイマシン軍を翻弄。ムーンサルトプレスで勝利で飾った。3月13日、無我伝承旗揚げ戦ではレフェリーを務め、選手とレフェリー兼任所属となる。
10月23日、超戦闘プロレスFMW・奈良清和物流駐車場特設リング大会に参戦。奥田啓介＆佐藤恵一組に敗北。
2018年11月発売の週刊プロレス増刊「プロレスラー選手名鑑2019」では花鳥風月所属選手から外されており、この年までに退団扱いとなっている。

## レフェリー
- ニュージャパンキックボクシング連盟ではNJKF公認レフェリーとして本名で登録。主に主審として出場している。
- また、前述のように、2016年からは「無我伝承」でもレフェリー活動を開始。
- 立ち技系異種格闘技戦を謳う「巌流島」では、レスリング、空手などと書かれる出身格闘技名に「レフェリー」と書かれている[11]。
- 2016年7月31日、有明コロシアムで行われた「巌流島WAY OFTHE SAMURAI公開検証Final」では審判を担当[12]。
- 2016年11月、WBCムエタイ公認レフェリーになったことを発表[13]。

## 得意技
- ハイキック
- ミドルキック
- ドロップキック
- ムーンサルトプレス[8]

## 戦績

### 空手
- 第15回全国武道空手道交流大会　グローブ空手一般重量級の部・準優勝（東京・代々木体育館）[14]

### 総合格闘技
| 勝敗 | 対戦相手 | 試合結果 | 大会名                  | 開催年月日    |
| ×    | 片瀬慎治 | 1R1:44   | CMA - Octagon Challenge | 1997年12月8日 |